# Parc national de Chichibu Tamakai
Le parc national de Chichibu Tamakai (秩父多摩甲斐国立公園, Chichibu Tama Kai Kokuritsu Kōen) est un parc national japonais à l'intersection des préfectures des préfectures de Saitama, Yamanashi, Nagano et Tokyo.

## Présentation
Avec huit sommets de plus de 2 000 m et une superficie de 1 262 km2, il offre de nombreuses possibilités d'escalade et d'anciens mausolées à visiter. Le plus connu est le mont Mitsumine (三峰山, Mitsumine-san), abritant depuis 2 000 ans le tombeau Mitsumine ainsi que le mont Mitake, avec le tombeau Musashi-Mitake.